# ناد ليلي

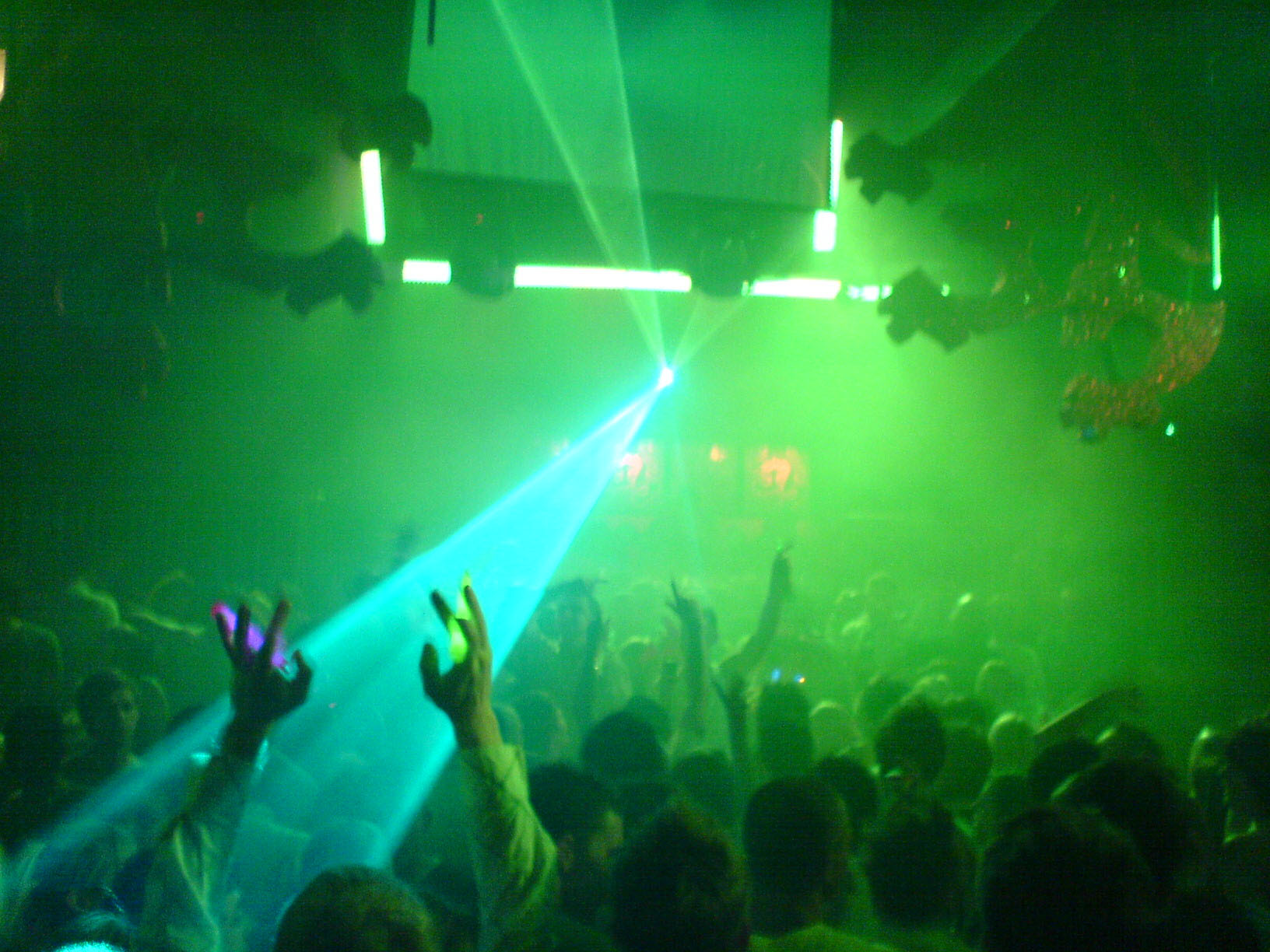
نادٍ ليلي

المرقص أو النادي الليلي أو الملهى الليلي (بالإنجليزية: Nightclub)‏ هو مكان للرقص والترفيه، يختلف عموماً عن الحانة بوجود منسق موسيقى, وأرضية رقص. و يعد فضاءً مريحا للبعض.